# Alexander Bermúdez
Alexander Harley Bermúdez Lasso (* 3. Februar 1974 in San José del Guaviare, Departamento del Guaviare) ist ein kolumbianischer Politiker der Liberalen Partei PLC (Partido Liberal Colombiano), der seit 2018 Mitglied des Repräsentantenhauses (Cámara de Representantes) ist.

## Leben
Alexander Harley Bermúdez Lasso, der in einer einfachen Zimmermannsfamilie aufwuchs, besuchte die Grundschule des Colegio Concentración Desarrollo Rural (CDR) sowie die Sekundarschule Institución Educativa Santander, welche er mit dem Abitur (Bachillerato) beendete. Ein Studium an der Universidad Cooperativa de Colombia (UCC) schloss er nicht ab, sondern begann eine Tätigkeit als Kaufmann und Unternehmer. Seine politische Laufbahn begann er in der Kommunalpolitik, als er 1992 mit 18 Jahren zum jüngsten Mitglied des Gemeinderates von San José del Guaviare gewählt wurde. Er war Vorsitzender der Liberalen Partei PLC (Partido Liberal Colombiano) des Departamento del Guaviare und kandidierte für den Wahlkreis dieses Departamento bei der Parlamentswahl 2006 ohne Erfolg für ein Mandat im Repräsentantenhaus.
Bei der Parlamentswahl am 11. März 2018 wurde Bermúdez für die Liberale Partei im Wahlkreis Guaviare mit 5161 Stimmen für die Legislaturperiode 2018 bis 2022 erstmals zum Mitglied des Repräsentantenhauses (Cámara de Representantes) gewählt. Er war in dieser Zeit Mitglied der Vierten Ständigen Verfassungskommission (Comisión Quinta Constitucional Permanente), die für Themen wie Haushaltsgesetze, Finanzsteuerkontrollsystem, Staatsvermögen, Regulierung des gewerblichen Eigentums, der Patente und Marken, Schaffung, Auflösung, Reform oder Organisation nationaler öffentlicher Einrichtungen, Qualitäts- und Preiskontrolle und Verwaltungsverträge zuständig ist. Daneben war er zwischen 2019 und 2021 Mitglied der Kommission für Menschenrechte und Anhörungen (Comisión de Derechos Humanos y Audiencias).
Alexander Bermúdez wurde bei der Wahl am 13. März 2022 für die PLC im Wahlkreis Guaviare mit 6597 Stimmen für die Legislaturperiode 2022 bis 2026 als Mitglied des Repräsentantenhauses wiedergewählt. Er wurde abermals Mitglied der Vierten Ständigen Verfassungskommission und ist zudem seither Mitglied der Ethik- und Statutskommission der Mitglieder des Kongresses (Comisión de Ética y Estatuto del Congresista).